# Orquestra Estatal Saxônica
A Orquestra Estatal Saxônica é uma orquestra baseada em Dresden, Alemanha, fundada em 1548 por Kurfürst Moritz da Saxônia. É uma das mais antigas orquestras ainda em atividade do mundo. O corpo musical da orquestra é a Ópera Estatal Saxônica.

## Maestros
- 1548–1554 Johann Walter
- 1555–1568 Mattheus Le Maistre
- 1568–1580 Antonio Scandello
- 1580–1584 Giovanni Battista Pinelli
- 1587–1619 Rogier Michael
- 1615–1672 Heinrich Schütz
- 1654–1680 Vincenzo Albrici
- 1656–1680 Giovanni Andrea Bontempi
- 1666–1688 Carlo Pallavicini
- 1688–1700 Nicolaus Adam Strungk
- 1697–1728 Johann Christoph Schmidt
- 1717–1719 Antonio Lotti
- 1717–1729 Johann David Heinichen
- 1725–1733 Giovanni Alberto Ristori
- 1733–1763 Johann Adolph Hasse
- 1776–1801 Johann Gottlieb Naumann
- 1802–1806 Ferdinando Paer
- 1810–1841 Francesco Morlacchi
- 1816–1826 Carl Maria von Weber
- 1826–1859 Carl Gottlieb Reißiger
- 1843–1848 Richard Wagner
- 1850–1880 Carl August Krebs
- 1874–1877 Julius Rietz
- 1877–1884 Franz Wüllner
- 1884–1914 Ernst von Schuch
- 1914–1921 Fritz Reiner
- 1922–1933 Fritz Busch
- 1934–1943 Karl Böhm
- 1943–1944 Karl Elmendorff
- 1945–1950 Joseph Keilberth
- 1949–1953 Rudolf Kempe
- 1953–1955 Franz Konwitschny
- 1956–1958 Lovro von Matacic
- 1960–1964 Otmar Suitner
- 1964–1967 Kurt Sanderling
- 1966–1968 Martin Turnovský
- 1975–1985 Herbert Blomstedt
- 1985–1990 Hans Vonk
- 1992–2001 Giuseppe Sinopoli
- 2002–2004 Bernard Haitink
- 2007–Pres. Fabio Luisi